# San Giovanni (Guercino Dresda)
San Giovanni è un dipinto a olio su tela (87x69,5 cm) realizzato da Giovanni Francesco Barbieri, detto Guercino, intorno al 1615 e conservato presso la Gemäldegalerie Alte Meister di Dresda.

## Storia
Secondo Denis Mahon e Luigi Salerno, il dipinto fu realizzato (insieme alle altre tre tele che compongono la serie dei Quattro evangelisti) intorno al 1615 su richiesta del religioso Antonio Mirandola, uno dei primi protettori dell'artista. La serie si trovava nella collezione del cardinale Alessandro d'Este al momento della sua morte nel 1624 e successivamente confluirono nella collezione estense a Modena, dove rimasero fino al 1745, quando la vendita di Dresda le portò alla Gemäldegalerie Alte Meister.

## Descrizione e stile
L'evangelista Giovanni è ritratto come un giovane uomo ammantato di rosso e con una veste verde. L'evangelista è intento nella lettura mentre si sporge sopra un'aquila (l'elemento iconografico che lo contraddistingue) di cui accarezza il collo. È proprio il rapace a stringere nell'artiglio la piuma con cui ha redatto, nel libro aperto davanti a loro, le prime parole del Prologo del Vangelo secondo Giovanni: "In princípio erat Verbum,/ et Verbum erat apud Deum".
Come gli altri tre evangelisti del Guercino, ma anche la sua Cleopatra suicida di poco posteriore o la Santa Cecilia di Guido Reni, la figura del giovane santo (ritratto a mezzo busto) emerge dalle ombre, come se volesse protendersi al di là della cornice, mentre l'uso caravaggesco della luce e il realismo della tela contribuiscono al suo impatto emotivo.